# Liste der Mitglieder der American Academy of Arts and Sciences/1938
Im Jahr 1938 wählte die American Academy of Arts and Sciences 49 Personen zu ihren Mitgliedern.

## Neu gewählte Mitglieder
- Edgar Douglas Adrian (1889–1977)
- Dionisio Anzilotti (1867–1950)
- Joseph Barcroft (1872–1947)
- Henry Moore Bates (1869–1949)
- Marland Pratt Billings (1902–1996)
- Julius Seelye Bixler (1894–1985)
- Heinrich Brüning (1885–1970)
- William Warwick Buckland (1859–1946)
- Emile Monnin Chamot (1868–1950)
- James Pyle Wickersham Crawford (1882–1939)
- Edmund Ezra Day (1883–1951)
- Alfred Victor de Forest (1888–1945)
- Mircea Djuvara (1886–1944)
- Robert Gray Dodge (1872–1964)
- John Charles Duncan (1882–1967)
- Emmanuel Fauré-Fremiet (1883–1971)
- Allyn Bailey Forbes (1897–1947)
- Horace Sayford Ford (1885–1969)
- James Everett Frame (1868–1956)
- Claude Moore Fuess (1885–1963)
- Arthur Lehman Goodhart (1891–1978)
- Frank Washburn Grinnell (1873–1964)
- Richmond Laurin Hawkins (1878–1963)
- Robert Casad Hockett (1906–1994)
- Joseph Hudnut (1886–1968)
- Elvin Morton Jellinek (1890–1963)
- Melvin Maynard Johnson (1871–1957)
- Howard Mumford Jones (1892–1980)
- James McCauley Landis (1899–1964)
- John Moyes Lessells (1888–1961)
- Hugh Macmillan, Baron Macmillan (1873–1952)
- Stewart Mitchell (1892–1957)
- James Madison Morton Jr. (1869–1940)
- William Morton Prest (1862–1945)
- Hyder Edward Rollins (1889–1958)
- Leopold Ružička (1887–1976)
- Bernadotte Everly Schmitt (1886–1969)
- Charles Seymour (1885–1963)
- Nevil Vincent Sidgwick (1873–1952)
- Kenzo Takayanagi (1887–1967)
- Kenneth Vivian Thimann (1904–1997)
- Georges Urbain (1872–1938)
- Harold Clayton Urey (1893–1981)
- Bentley Wirt Warren (1864–1947)
- Thomas North Whitehead (1891–1969)
- Grenville Lindall Winthrop (1864–1943)
- George Bernays Wislocki (1892–1956)
- Robert Wright, Baron Wright (1869–1964)
- John Ching Hsiung Wu (1899–1986)